# Arthur Witty
Arthur Witty (Barcelona, 1878 – aldaar, 1969) was een Engels voetballer, tennisser en ondernemer.

## Jonge jaren
De vader van Arthur Witty kwam halverwege de negentiende eeuw naar Barcelona voor de handel. Witty ging net als zijn jongere broer Ernest naar een kostschool in Merseyside, de Merchant Taylor's School. In zijn schooltijd speelde Witty met name rugby. Na zijn terugkeer in Barcelona ging hij werken in het bedrijf van zijn vader, een scheepvaartmaatschappij.

## FC Barcelona
Witty was hij net als zijn broer Ernest betrokken bij de beginjaren van FC Barcelona. Hij speelde als verdediger. De clubkleuren van Barça zijn mogelijk gebaseerd op de kleuren van de kostschool van de Witty's. Arthur Witty speelde op 8 december 1899 in de eerste wedstrijd van FC Barcelona bij de tegenstander, een elftal van Britse expats. Hij maakte het enige en daarmee winnende doelpunt. Vervolgens sloot Witty zich aan bij FC Barcelona. Nadat een wedstrijd tegen Català SC op 11 februari 1900 uit de hand was gelopen, met name door conflicten tussen de Engelse spelers van FC Barcelona en de Schotse spelers van Català, voelde Witty zich als aanvoerder verantwoordelijk en besloot zijn lidmaatschap op te zeggen. Dit werd door het bestuur echter geweigerd. Witty regelde voor de eerste wedstrijd van de club op een eigen veld tegen Hispània FC echte voetballen en een scheidsrechterfluit uit Engeland. In 1902 nam Witty met FC Barcelona deel aan het toernooi om de Copa de la Coronación, het eerste Spaanse bekertoernooi en voorloper van de Copa del Rey. In de finale verloor Barça van Club Vizcaya Bilbao (2-1). Witty was van 17 september 1903 tot 6 oktober 1905 clubpresident van FC Barcelona. Hij organiseerde de eerste internationale wedstrijd van FC Barcelona, op 26 december 1904 tegen Stade Olympique de Toulouse. In zijn periode bij FC Barcelona won Witty de Copa Macaya (1902), de Copa Barcelona (1903) en de Campionat de Catalunya (1905).

## Ondernemer
Na zijn periode bij FC Barcelona was Witty werkzaam als ondernemer met onder meer een transportbedrijf, een winkel in Britse huishoudelijke artikelen en een winkel in sportartikelen.